# خوسيه ارسي
خوسيه آرسي (بالإسبانية: José Arce)‏ (15 أكتوبر 1881 - 27 يوليو 1968) طبيبٌ أرجنتيني، وسياسيٌ ودبلوماسي. شغل منصب رئيس الجمعية العامة للأمم المتحدة خلال الدورة الاستثنائية الثانية للجمعية - في الفترة من 16 أبريل 1948 إلى 21 سبتمبر 1948.

## نشأته وحياته
ولد آرسي في استانسيا 'لا إنديبيندينسيا' في ليبيريا في الخامسة عشرة من عمره بدأ دراسته في كلية الطب في جامعة بوينس آيرس، وتخرج منها كطبيب في عام 1903 بميدالية ذهبية لصفه. أصبح جراح وأستاذ علم التشريح في الجامعة في 25 سنة فقط. كما كان أستاذًا للجراحة ومثل البلاد في عام 1907 في المؤتمر الطبي الأمريكي اللاتيني في مونتفيدو.

## الدخول في السياسة
في عام 1909، دخل آرسي إلى السياسة، وأصبح مشرِّعًا في مدينة بوينس آيرس حتى عام 1913، وعمل كرئيسًا عام 1912. استمر في مسيرته الطبية، وكان رئيسًا للجمعية الطبية في الأرجنتين عام 1911. وفي عام 1913، تم انتخاب آرسي لدائرة الأرجنتين. من النواب، الذين خدموا في الفترة من 1913 إلى 1920، ومن 1924 إلى 1928 ومن 1934 إلى 1938، ممثلين لمقاطعة بوينس آيرس. اقترح القانون إنشاء كلية الاقتصاد في UBA. كان عميد UBA من 1922 إلى 1926. في عام 1926، والآن رئيس مجلس النواب، نقل القانون الذي أنشأ المبنى الحالي لكلية الطب.

### سفير الأمم المتحدة
في عام 1945، أصبح آرسي سفيرًا لدى شنغهاي، وكان الممثل الدائم للأرجنتين لدى الأمم المتحدة في الفترة من 1946 إلى 1949 ، وخلال هذه الفترة كانت الأرجنتين عضوًا في مجلس الأمن 1948-49 وكان آرسي رئيسًا للهيئة الخاصة لعام 1948. الدورة التي عقدت في باريس، فيما يتعلق بالحالة في فلسطين. وكما اقترح أحد هواة جمع الطوابع البريدية آرسي أن الأمم المتحدة ينبغي أن تصدرها أيضا، وهي فكرة اتبعت في عام 1951 عندما أنشئت إدارة بريد الأمم المتحدة.
خلال حكومة خوان بيرون، غادر إلى المنفى في مدريد والولايات المتحدة. كتب عدة كتب بما في ذلك سيرة ذاتية من ثلاثة مجلدات، وكتاب مخصص لفرانسيسكو فرانكو وبيان لعودة جزر فوكلاند إلى السيطرة الأرجنتينية.

## وفاته
كان لدى آرسي ابنة واحدة، توفي عمرها 14 عامًا في باريس عام 1922. وبعد بضعة أيام، تبرع بكتبه إلى مكتبة هيئة التدريس التي كانت تحمل اسم «ماريا أنتونيتا آريس» في ذكرى ابنته. تبرع بمنزله في بوينس آيرس ليصبح متحفًا مخصصًا للرئيس خوليو روكا. حصل على العديد من الألقاب من الجامعات والحكومات في جميع أنحاء العالم.